# Зворотні водоспади
Зворотні водоспади (англ. Reversing Falls) — водоспади на ріці Сент-Джон біля міста Сент-Джон в канадській провінції Нью-Брансвік, де вода тече, то в один, то в інший бік.
Водоспади утворилися завдяки унікальному поєднанню місцевого рельєфу та найвищого у світі (до 18 м) припливу в затоці Фанді. Річка Сент-Джон тече між скелястих схилів, які, звужуючись, утворюють тіснину. Коли припливна хвиля рухається вверх по річці, вона утворює в ущелині водоспад, що спрямований проти течії річки. При відпливі вода спадає в зворотному напрямку.